# Stigma (álbum de Wage War)
Stigma es el quinto álbum de estudio de la banda estadounidense de metalcore Wage War. Fue lanzado el 21 de junio de 2024 a través de Fearless Records y fue producido por Drew Fulk.

## Lanzamiento y promoción
El 21 de marzo de 2024, la banda lanzó el primer sencillo, "Magnetic". El 12 de abril, la banda lanzó el segundo sencillo "Nail5". El mismo día, la banda anunció el título del álbum, la fecha de lanzamiento, la portada y la lista de canciones. La fecha de lanzamiento estaba fijada para el 21 de junio de 2024. El 17 de mayo, la banda lanzó el tercer sencillo "Tombstone".

## Composición
Stigma ha sido descrito como nu metal, metalcore y metal industrial, con elementos electrónicos, pop y hip hop.

## Lista de canciones
| N.º | Título                      | Duración |  |
| 1.  | «The Show's About to Start» | 3:17     |  |
| 2.  | «Self Sacrifice»            | 2:57     |  |
| 3.  | «Magnetic»                  | 3:13     |  |
| 4.  | «Nail5»                     | 2:34     |  |
| 5.  | «Blur»                      | 3:02     |  |
| 6.  | «Tombstone»                 | 2:58     |  |
| 7.  | «Happy Hunting»             | 2:59     |  |
| 8.  | «Hellbent»                  | 3:05     |  |
| 9.  | «In My Blood»               | 2:58     |  |
| 10. | «Is This How It Ends?»      | 3:59     |  |

## Personal
Wage War
- Briton Bond - Voz, guitarras adicionales
- Cody Quistad - Guitarra rítmica y voces claras
- Seth Blake - Guitarra líder
- Chris Gaylord - Bajo
- Stephen Kluesener - Batería